# Cajetan von Felder

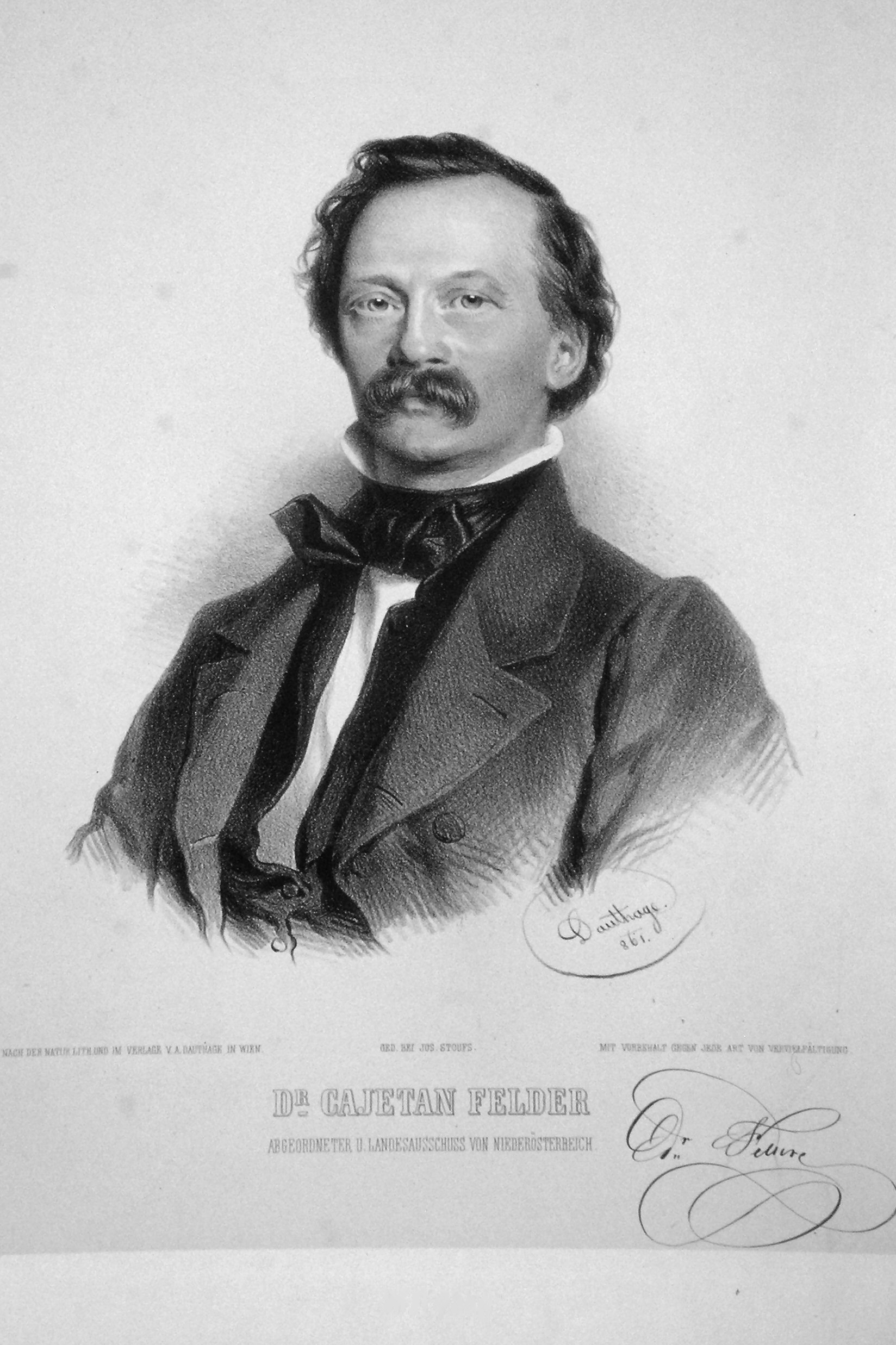
Dr. Cajetan Felder (Lithographie von Adolf Dauthage, 1861)

Cajetan Felder, seit 1878 Freiherr von Felder, (* 19. September 1814 in Wien; † 30. November 1894 ebenda) war österreichischer Rechtsanwalt, Entomologe, liberaler Politiker und von 1868 bis 1878 Bürgermeister von Wien.

## Leben
Felder wurde in frühester Jugend bereits Vollwaise: Er verlor am 9. Mai 1822 seine Mutter, am 20. Juli 1826 seinen Vater. Auf Betreiben seines Mitvormundes, Laurenz Weitzinger, verließ er 1827, nach Absolvierung der ersten Klasse, das „Kudlichsche Institut“ in Wien, weil sich seit dem Tod der Eltern sein Studienfortgang rapide verschlechtert hatte, und kam für drei Jahre ins Gymnasium des Benediktinerstiftes Seitenstetten. Die fünfte und sechste Klasse besuchte er im Staatsgymnasium zu Brünn, wo sein Vormund und Onkel mütterlicherseits, Franz Zrza, tätig war; anschließend absolvierte er von 1832 bis 1834, als Vorstufe für seine juridischen Studien an der Universität Wien (1834 bis 1838), die Brünner „Philosophische Lehranstalt“.
Bereits während seiner Universitätsjahre entwickelten sich im jungen Felder für seinen weiteren Lebensweg wesentliche Eigenschaften: das Interesse am Studium der Klassiker des Altertums, ein vitales Gefühl für die Naturwissenschaften sowie die Liebe zu fremden Sprachen, zu deren Erlernung er ein besonderes Talent besaß.
Seit 1835 unternahm Felder, obwohl dies für einen Studenten im Vormärz mit größten Schwierigkeiten verbunden war, in den Universitätsferien ausgedehnte Fußwanderungen durch weite Teile Europas. 1838/39 brach er zu einer umfänglichen Tour auf, die ihn kreuz und quer durch das westliche und südliche Europa führte: über die Schweiz, Holland, England und Schottland kam er bis Irland, durchzog Belgien, Frankreich und Spanien und erreichte, der Mittelmeerküste folgend, Sizilien.
Nach seiner Amtspraxis beim Magistrat der Stadt Brünn (1839/40) wurde Felder 1840 Konzipient in der Anwaltskanzlei des Anton Wandratsch in Wien, in der er über sieben Jahre blieb. 1841 in Wien zum Doctor juris promoviert, heiratete er am 15. Mai 1841 Josefine Sowa, Tochter des Wischauer Stadtphysikus'. Wenige Tage vor der Wiener Märzrevolution legte er im Februar 1848 beim Wiener Appellationsgericht die Advokatenprüfung ab, nachdem er bereits früher durch Absolvieren der Richteramtsprüfung die Befähigung zur Ausübung des Richteramtes erlangt hatte. (Advokat war damals die Bezeichnung für Rechtsanwälte.)
Während seiner Konzipientenzeit hatte er zudem 1843 die Stelle eines Assistenten an der Lehrkanzel der diplomatischen Wissenschaften mit französischem Vortrage an der Theresianischen Ritterakademie angenommen und 1845 die Ernennung zum beeideten Gerichtsdolmetsch für die spanische, 1846 für die französische, mit gleicher Verwendung für die englische, holländische, dänische, schwedische und portugiesische Sprache erlangt.
Ab 1848 war Felder selbstständiger Advokat in Wien — und politisch tätig: Im August 1848 erfolgte im Wege des Wahlbezirks Alsergrund die Wahl in den ersten Gemeindeausschuss der Stadt Wien, im Oktober desselben Jahres die Wahl in den Wiener Gemeinderat, wo Felder Schriftführer wurde. 1849 verließ Felder aus politischen Erwägungen den Gemeinderat.
Das nächste Jahrzehnt über widmete sich Cajetan Felder vorwiegend der ihm 1848 verliehenen Advokatur und schuf sich sehr bald einen ausgedehnten Klientenkreis. Er kümmerte sich um seine Familie und war als Privatmann leidenschaftlicher Porträtsammler und Naturforscher. 1852 war er in Afrika unterwegs und traf in Khartum den damals jungen Alfred Edmund Brehm. Felder besaß eine weltbekannte Sammlung von Käfern und Schmetterlingen. Im Jahr 1860 wurde er zum Mitglied der Gelehrtengesellschaft Leopoldina gewählt. Mit seinem Sohn Rudolf Felder und Alois Rogenhofer kümmerte sich Cajetan Felder auch um die Publikation der Bände über die Schmetterlinge im Zoologischen Teil des Buches Reise der österreichischen Fregatte Novara um die Erde in den Jahren 1857, 1858, 1859 unter den Befehlen des Commodore B. von Wüllerstorf-Urbair (Novara-Expedition).

Karikatur zum Thema der Vormundschaft über Dreher jun. (vor 1870)

Im Jahre 1863, unmittelbar vor seinem Tode, übertrug der Bierbrauer Anton Dreher, einer der größten Steuerzahler Österreichs, die Vormundschaft über seinen 14-jährigen Sohn an Cajetan Felder. Dem Advokaten, der damals bereits wieder in öffentlichen Ämtern tätig war, fiel damit die Aufgabe zu, den Brauereibetrieb bis zur Großjährigkeit des Erben, 1870, zu leiten. Er errang sich sowohl bei seinen Berufskollegen als auch in der damaligen Wiener Gesellschaft eine außergewöhnliche Stellung.
Seit 1861 war Felder wieder im Wiener Gemeinderat und im niederösterreichischen Landtag (damals Landtag des Erzherzogtums Österreich unter der Enns) tätig. Unmittelbar nach seinem Eintritt wurde er zum zweiten Bürgermeister-Stellvertreter gewählt, nach dem Austritt Leopold Mayrs rückte er 1863 auf die erste Stellvertreterstelle vor und behielt diese bis 1868.
In diesem Zeitraum wurde er am 21. Oktober 1863 Obmann der Wasserversorgungskommission, am 20. Mai 1864 Obmann der kommunalen Donauregulierungskommission, am 25. Jänner 1865 Delegierter der Kommune in der ministeriellen Donauregulierungskommission. Im Wiener Gemeinderat und im niederösterreichischen Landtag hielt er die entscheidenden Referate in der Frage der Donauregulierung.
Am 21. November 1868 starb unerwartet der seit 1861 amtierende Bürgermeister Andreas Zelinka. Einen Monat später, am 20. Dezember, wurde Cajetan Felder trotz der Gegenkandidatur des ehrgeizigen Julius Newald zum Bürgermeister gewählt und nach Ablauf einer jeweils dreijährigen Funktionsperiode 1871, 1874 und 1877 durch Wiederwahl in seinem Amte bestätigt. Seit 1869 auch Landmarschall-Stellvertreter im niederösterreichischen Landtag und im selben Jahr, am 12. Dezember 1869, von Kaiser Franz Joseph I. zum lebenslangen Herrenhausmitglied ernannt – die vom Monarchen bereits ausgesprochene Ernennung zum Kultusminister lehnte er entschlossen ab –, begannen für Felder Jahre angestrengter politischer Tätigkeit, die durch eine von Jahr zu Jahr stärker spürbar werdende Opposition im Gemeinderat zusätzlich erschwert wurde.
Einer der maßgeblichen Männer, die sich zur Bildung der liberalen Mittelpartei zusammengeschlossen hatten, konnte Felder doch nicht verhindern, dass die liberale Mehrheit sich in kleineren abgespaltenen Klubs immer stärker verzettelte; sein weitgehend autokratisches Eingreifen in die Maschinerie des Magistrats und des Gemeinderats, wie überhaupt sein Wunsch, dem Magistrat mehr als bisher festumrissene Kompetenzen zuzuweisen, schufen ihm immer neue Gegner.
Im Juli 1878 trat Felder schließlich vom Bürgermeisteramt zurück, legte sein Gemeinderatsmandat nieder und kehrte zu seiner Familie zurück. Er hatte während der Jahre seiner öffentlichen Tätigkeit seine Geschwister Carl und Amalie (1864) sowie seinen Sohn Rudolf verloren (1871); seine Tochter Marie hatte sich 1868 mit dem Rechtsanwalt Frank verehelicht. Eines trauten Familienlebens konnte er sich nur noch wenige Monate erfreuen: seine Frau Josefine starb, seit Jahren schwer leidend, 1879. Im Jahr seines Rücktritts als Bürgermeister wurde Felder vom Kaiser in den Freiherrenstand erhoben, gleichzeitig erfolgte seine Ernennung zum Geheimen Rat.
Noch einmal folgte der 65-Jährige einem an ihn ergangenen Ruf: Prälat Othmar Helferstorfer war aus Gesundheitsrücksichten nicht mehr in der Lage, seinem Amte nachzukommen, und als er starb, fiel Felder die Würde des Landmarschalls von Niederösterreich zu. Dieses Amt musste er 1884, als sich die Sehkraft seiner Augen durch fortschreitenden Grauen Star so sehr verschlechtert hatte, dass er kaum mehr imstande war, vor dem versammelten Hause eine Botschaft des Monarchen zu verlesen, zurücklegen. Damit erfolgte, wie er sich selbst ausdrückte, seine eigene Todeserklärung.
Zurückgezogen verlebte er das letzte Jahrzehnt seines Lebens und diktierte, fast erblindet, mehrere Jahre hindurch zwölftausend Seiten seiner ausdrucksstark, schonungslos und sarkastisch formulierten „Erinnerungen“. Ein Beispiel für Felders Stil bietet seine Charakterisierung Karl Luegers als zielbewusster Bösewicht, wie er im Buche steht, der alles, was sich ihm nicht bedingungslos unterwirft, mit Gift, Feuer und Schwert zu vernichten bestrebt ist. Felder durfte es aber noch erleben, dass seine einstigen Gegner im Gemeinderat, die ihm durch ihre Opposition das Leben verleidet und es nicht einmal für notwendig erachtet hatten, ihn 1883 bei der feierlichen Eröffnung des neuen Rathauses, Felders ureigensten Werks, wenigstens namentlich zu erwähnen, ihn nun gegenüber der immer stärker werdenden Partei Karl Luegers als das große Vorbild eines ausgezeichneten Bürgermeisters bezeichneten.

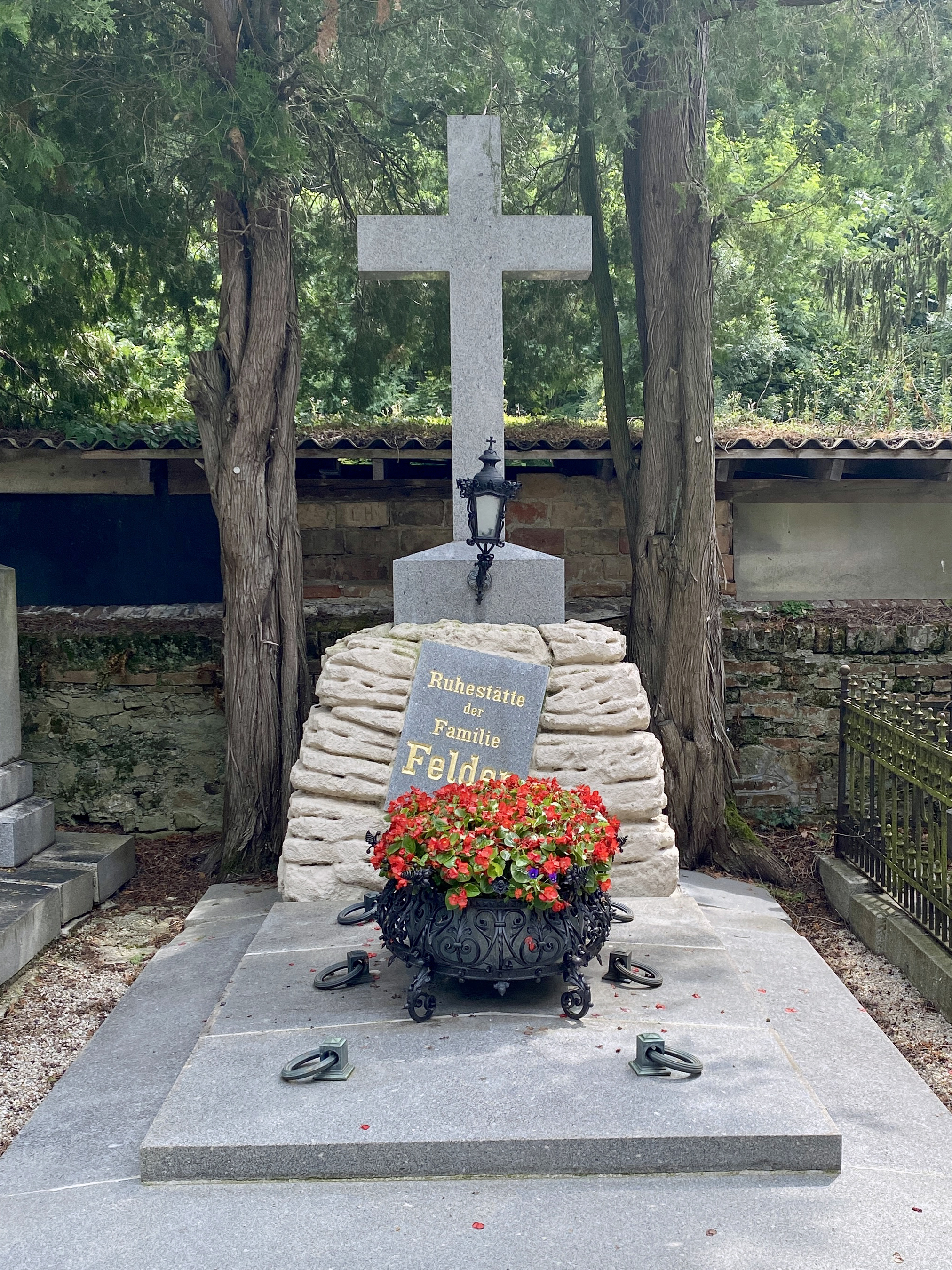
Grab von Cajetan von Felder

Gelungene Operationen gaben Felder das Augenlicht wieder, doch verstarb Cajetan Freiherr von Felder am 30. November 1894 wenige Wochen nach seinem achtzigsten Geburtstag. Felders Grab befindet sich auf dem Weidlinger Friedhof nördlich von Wien.
Im Amt als Bürgermeister hatte Felder unter anderem den Bau der I. Wiener Hochquellenwasserleitung, die Grundsteinlegung zum Neuen Rathaus an der unter seinen Vorgängern Seiller und Zelinka angelegten Wiener Ringstraße, die Donauregulierung sowie die Anlegung des Wiener Zentralfriedhofs veranlasst.
Die Wiener Weltausstellung 1873 und der damit verbundene Bau der Rotunde fielen ebenfalls in seine Amtszeit.
Im Jahr 1899 wurde in der Inneren Stadt (1. Bezirk) die Felderstraße nach ihm benannt. Die 1874 angelegte Straße verläuft unmittelbar an der nördlichen Schmalseite des Rathauses, hieß bis 1899 Magistratsstraße und ist heute Adresse eines der beiden Haupteingänge zum Rathaus.
Das 1987 gegründete und der FPÖ nahestehende Cajetan-Felder-Institut sieht die nähere Erforschung von Felders Leben und Wirken als eine seiner Hauptaufgaben.
Ein Kap im Westen der Karl-Alexander-Insel im Archipel Franz-Josef-Land ist nach ihm benannt.
Seine Urenkeltochter war Maria Rosa Fritsch, Äbtissin der Abtei St. Gabriel in Bertholdstein.